# كأس السوبر الإيطالي 2017
كأس السوبر الإيطالي 2017 هي النسخة الثلاثين من بطولة كأس السوبر الإيطالية لكرة القدم . لعبت في 13 أغسطس 2017 في روما ، لعبت المباراة بين يوفنتوس و لاتسيو. فاز لاتسيو بالمباراة 3-2 وحصل على لقب الرابع.

## المباراة

### التفاصيل
| يوفنتوس                          | 3-2   | لاتسيو                                                  |
| -------------------------------- | ----- | ------------------------------------------------------- |
| باولو ديبالا 85' · 90+1' (ركلة.) | تقرير | تشيرو إيموبيلي 32' (ركلة.) 54' · اليساندرو مورجيا 90+3' |